# Cook County, Georgia
Cook County är ett administrativt område i delstaten Georgia, USA. År 2010 hade countyt 17 212 invånare. Den administrativa huvudorten (county seat) är Adel.

## Geografi
Enligt United States Census Bureau har countyt en total area på 604 km². 593 km² av den arean är land och 11 km² är vatten.

### Angränsande countyn
- Tift County - nord
- Berrien County - öst
- Lowndes County - i sydost
- Brooks County - sydväst
- Colquitt County - väst